# Nino Baragli
Pour les articles homonymes, voir Baragli.
Nino Baragli est un monteur de films italien né le 1er octobre 1925 à Rome et mort le 29 mai 2013  dans la même ville. Il a travaillé avec les plus grands réalisateurs italiens, tels que Sergio Leone, Pier Paolo Pasolini, Federico Fellini, Roberto Benigni et Luigi Comencini.

## Biographie
Il est le neveu du monteur Eraldo Da Roma (1900-1981).

## Filmographie partielle
- 1950 : La Femme traquée, de Sidney Salkow
- 1951 : Le Mousquetaire fantôme (La paura fa 90), de Giorgio Simonelli
- 1952 : La Prisonnière de la tour de feu (Prigioniera della torre di fuoco) de Giorgio Walter Chili
- 1953 : La Route du bonheur de Maurice Labro
- 1954 : Cuore di mamma (it), de Luigi Capuano
- 1955 : La Belle de Rome de Luigi Comencini
- 1955 : La Bague fatale (Lacrime di sposa) de Sante Chimirri
- 1957 : Tu es mon fils de Luigi Comencini
- 1957 : Mariti in città de Luigi Comencini
- 1959 : Sous le signe de Rome de Guido Brignone
- 1959 : Les Surprises de l'amour (Le sorprese dell'amore) de Luigi Comencini
- 1959 : Le Miroir aux alouettes de Ján Kadár et Elmar Klos
- 1959 : Les Garçons de Mauro Bolognini
- 1960 : Le Bel Antonio de Mauro Bolognini
- 1960 : La Longue Nuit de 43 de Florestano Vancini
- 1960 : Ça s'est passé à Rome (La Giornata balorda), de Mauro Bolognini
- 1960 : La Charge de Syracuse (L'assedio di Siracusa) de Pietro Francisci
- 1961 : Accattone de Pier Paolo Pasolini
- 1961 : À cheval sur le tigre de Luigi Comencini
- 1961 : Le Mauvais Chemin (La Viaccia), de Mauro Bolognini
- 1962 : Agostino de Mauro Bolognini
- 1962 : Quand la chair succombe de Mauro Bolognini
- 1962 : Mamma Roma de Pier Paolo Pasolini
- 1962 : Mafioso d'Alberto Lattuada
- 1962 : Les Quatre Vérités
- 1963 : Rogopag
- 1964 : La Femme, quelle chose merveilleuse ! (La donna è una cosa meravigliosa) de Mauro Bolognini
- 1964 : L'Évangile selon saint Matthieu de Pier Paolo Pasolini
- 1964 : La Fugue (La fuga) d'Arthur Penn
- 1964 : Enquête sur la sexualité (Comizi d'amore), de Pier Paolo Pasolini
- 1965 : Don Camillo en Russie de Luigi Comencini
- 1965 : La Mandragore (La Mandragola), d'Alberto Lattuada
- 1965 : La donna del lago de Luigi Bazzoni et Franco Rossellini
- 1966 : Django de Sergio Corbucci
- 1966 : Des oiseaux, petits et gros de Pier Paolo Pasolini
- 1966 : Le Greco (El Greco) de Luciano Salce
- 1966 : La Sorcière amoureuse (La strega in amore) de Damiano Damiani
- 1966 : Le Bon, la Brute et le Truand de Sergio Leone
- 1967 : T'as le bonjour de Trinita de Ferdinando Baldi
- 1967 : Le Plus Vieux Métier du monde
- 1967 : Œdipe roi de Pier Paolo Pasolini
- 1967 : Les Cruels (I crudeli), de Sergio Corbucci
- 1968 : Pas folles, les mignonnes (Le dolci signore) de Luigi Zampa
- 1968 : Théorème de Pier Paolo Pasolini
- 1968 : Il était une fois dans l'Ouest de Sergio Leone
- 1968 : Galileo de Liliana Cavani
- 1969 : Porcherie de Pier Paolo Pasolini
- 1969 : Senza sapere niente di lei de Luigi Comencini
- 1970 : Metello de Mauro Bolognini
- 1970 : Les Cannibales de Liliana Cavani
- 1971 : Sacco e Vanzetti de Giuliano Montaldo
- 1971 : Le Chat de Pierre Granier-Deferre
- 1971 : Le Décaméron de Pier Paolo Pasolini
- 1971 : Il était une fois la révolution de Sergio Leone
- 1971 : Trastevere
- 1972 : Les Contes de Canterbury de Pier Paolo Pasolini
- 1972 : L'Argent de la vieille de Luigi Comencini
- 1973 : Mon nom est Personne de Tonino Valerii
- 1973 : Ce cochon de Paolo (Paolo il caldo) de Marco Vicario
- 1974 : Un vrai crime d'amour de Luigi Comencini
- 1974 : Les Mille et une nuits de Pier Paolo Pasolini
- 1974 : Amore amaro de Florestano Vancini
- 1975 : Vertiges de Mauro Bolognini
- 1975 : Salò ou les 120 Journées de Sodome de Pier Paolo Pasolini
- 1975 : Un génie, deux associés, une cloche de Damiano Damiani
- 1976 : L'Héritage de Mauro Bolognini
- 1977 : La Cabine des amoureux de Sergio Citti
- 1977 : Qui a tué le chat ? de Luigi Comencini
- 1978 : Deux Heures de colle pour un baiser (Leidenschaftliche Blümchen) d'André Farwagi
- 1979 : Le Grand Embouteillage de Luigi Comencini
- 1979 : Un jouet dangereux de Giuliano Montaldo
- 1979 : Caligula, de Tinto Brass
- 1979 : Où es-tu allé en vacances ?
- 1979 : Le Malade imaginaire (Il malato immaginario) de Tonino Cervi
- 1981 : La Dame aux camélias (La storia vera della signora delle camelie) de Mauro Bolognini
- 1984 : Il était une fois en Amérique de Sergio Leone
- 1985 : Segreti segreti de Giuseppe Bertolucci
- 1986 : Ginger et Fred de Federico Fellini
- 1987 : D'Annunzio de Sergio Nasca
- 1987 : Intervista de Federico Fellini
- 1987 : Adieu Moscou de Mauro Bolognini
- 1987 : Un enfant de Calabre de Luigi Comencini
- 1988 : Miss Arizona de Pál Sándor
- 1989 : Marrakech Express de Gabriele Salvatores
- 1989 : Cavalli si nasce de Sergio Staino
- 1990 : La voce della luna de Federico Fellini
- 1990 : L'Avare (L'avaro) de Tonino Cervi
- 1991 : Mediterraneo de Gabriele Salvatores
- 1991 : Johnny Stecchino de Roberto Benigni
- 1992 : Puerto Escondido de Gabriele Salvatores
- 1993 : Années d'enfance (Jona che visse nella balena) de Roberto Faenza
- 1993 : Per amore, solo per amore de Giovanni Veronesi
- 1994 : L'Ours en peluche de Jacques Deray
- 1994 : Le Monstre de Roberto Benigni